# آدولف اوسو
آدولف اوسو (فرانسوی: Adolphe Osso‎؛ ۸ سپتامبر ۱۸۹۴ – ۱۵ سپتامبر ۱۹۶۱) تهیه‌کننده فیلم اهل فرانسه بود.
از فیلم‌هایی که وی در آن نقش داشته‌است، می‌توان به خانه‌ای روی شن، پسری از آمریکا و ترانه یک دریانورد اشاره کرد.
این فیلم شامل فیلم های غیر دوبله دیگری نیز می شود که به زبان فرانسوی عبارتند از: 
"Le Secret de Rosette Lambert"
(1920)
"Méphisto"
(1930)
"Toby laitier"
(1930)